# (7038) Tokorozawa
(7038) Tokorozawa ist ein Asteroid des äußeren Hauptgürtels, der am 22. Februar 1995 von den japanischen Amateurastronomen Naoto Satō und Takeshi Urata an der Sternwarte von Chichibu (IAU-Code 369) in der Präfektur Saitama entdeckt wurde.
Der Asteroid gehört zur Themis-Familie, einer Gruppe von Asteroiden, die nach (24) Themis benannt wurde.
(7038) Tokorozawa wurde am 15. Juni 2011 nach der japanischen Stadt Tokorozawa benannt, die als der „Geburtsort der japanischen Luftfahrt“ bekannt ist, da hier 1911 der erste Flugplatz Japans eröffnet wurde.